# David H. Sawyer
David H. Sawyer (* 13. Juni 1936 in Boston, Massachusetts; † 2. Juli 1995 in New York) war ein US-amerikanischer Filmregisseur, Dokumentarfilmer und Politikberater, der bei der Oscarverleihung 1969 für den Oscar für den besten Dokumentarfilm nominiert war.

## Leben
David H. Sawyer war Regisseur des 1968 fertiggestellten und am 26. Januar 1970 veröffentlichten, knapp eine Stunde und 40 Minuten langen Dokumentarfilms Other Voices. Der Film handelt von den Behandlungen Kranker durch den Arzt Albert Honig in einem landwirtschaftlichen Wohngebiet in Doylestown, Pennsylvania, in dem die Bewohner bei Bauernfamilien leben. Neben katatonischen Patienten leiden andere Bewohner an Schizophrenie und Autismus. Bei der Oscarverleihung 1969 war er für Other Voices für den Oscar für den besten Dokumentarfilm nominiert.
Im Anschluss war Sawyer insbesondere in den 1970er und 1980er Jahren als Politikberater tätig. Sein Unternehmen D. H. Sawyer & Associates, aus dem später die Sawyer-Miller Group hervorging. 1987 war er Berater des völlig unbekannten Außenseiters Wallace G. Wilkinson, der sich gegen bekannte Gegenkandidaten durchsetzen konnte und zum Gouverneur von Kentucky gewählt wurde. Weitere seiner Klienten waren die US-Senatoren Daniel Patrick Moynihan, John Davison „Jay“ Rockefeller IV, Edward Kennedy und John Glenn sowie mehrere Gouverneure, aber auch Politiker aus Israel und den Philippinen.

## Auszeichnungen
Oscar
- 1969: Nominierung in der Kategorie Oscar für den besten Dokumentarfilm für Other Voices